# أندرو هايدون
أندرو هايدون هو محامي وسياسي كندي، ولد في 28 يونيو 1867 في ميسيسيبي ميلس في كندا، وتوفي في 10 نوفمبر 1932 في أوتاوا في كندا. نشط حزبياً في الحزب الليبرالي الكندي. وقد انتخب عضو مجلس الشيوخ الكندي ‏.